# 樟原橋
樟原橋為1998年建成的臺灣橋梁，橫跨於臺東縣長濱鄉水母丁溪之上，由臺東縣政府長濱鄉公所、交通部觀光局東部海岸國家風景區管理處、交通部公路總局共同管理與維護。
樟原橋所指一共有三座橋梁，分別為日治時期所建的拱橋（臺東縣政府所列管的歷史建築）、1986年建設的樟原橋以及1998年建設的樟原橋，為臺灣罕見的三代同堂橋梁，交通部觀光局東部海岸國家風景區管理處在舊橋北側設置樟原橋休憩區。

## 橋梁資訊
樟原橋建設最初是因當地在日治時期大正年間為臺灣樟腦的重要產地，因此在西元1937年（昭和十二年）建造第一座樟原橋，其橋樑結構為拱橋，共三座拱形橋墩。橋寬4.1公尺，長51公尺，鋼筋混凝土結構，外砌卵石，欄杆為砂岩。
第二座樟原橋建設於西元1986年（民國75年），為配合當時臺灣省公路局進行東海岸省道台11線改善，在1986年5月時於日治樟原橋東方另建雙向二線道新橋，橋樑結構為傳統鋼筋混凝土橋樑，是為第二座樟原橋。
第三座樟原橋建設於西元1998年(民國87年)配合省道台11線拓寬，因此，在同年8月於第二座樟原橋東方再建雙向四線道（二快二慢）的新橋，新橋總長150公尺，最大淨寬15.6公尺，橋樑結構為傳統鋼筋混凝土橋樑，舊橋保留並作為景觀橋，是為第三座樟原橋。

## 外部連結
- 【台灣，你好！】沙發環島空拍鷹眼系列 - 台東樟原部落2015/7/23卷一

## 資料來源
1. 1 2 3  .   [2014-12-04]. （原始内容存档于2014-12-07）.
2. ↑  .   [2014-12-04]. （原始内容存档于2014-12-08）.
3. ↑  .   [2014-12-04]. （原始内容存档于2014-10-15）.
4. ↑  .   [2014-12-04]. （原始内容存档于2014-10-11）.